# Francisca Ordega
Francisca "Franny" Ordega, née le 19 octobre 1993 à Gboko, est une footballeuse internationale nigérianne. Elle évolue au poste d'attaquante à Al-Ittihad Club .
Elle a joué dans plus d'une dizaine de clubs importants sur les cinq continents, Afrique, Europe, Amérique, Océanie, et Asie, multipliant les expériences. Elle est également régulièrement sélectionnée dans l'équipe du Nigeria féminine de football (souvent appelée les Super Falcons), ayant notamment joué au niveau de la coupe du monde féminine de football et de la coupe d'Afrique des nations féminine de football.

## Carrière sportive

### En club
Elle commence sa carrière chez les jeunes de Bayelsa Queens, avant d'être promue dans l'équipe professionnelle en 2008, où elle dispute le  championnat du Nigeria féminin. En 2011, elle rejoint le Rivers Angels, l'un des meilleurs clubs féminins du  championnat nigérian.
En 2012, elle signe avec le club russe féminin WFC Rossiyanka et participe au Championnat de Russie féminin de football. En novembre 2012, il est annoncé que Francisca Ordega et ce club russe rompent de commun accord le contrat qui les lie.
En 2013, Ordega signe avec le club féminin suédois Piteå IF, partie prenante du championnat de Suède féminin de football,. Elle marque son premier but le 26 mai 2013, contre le Vittsjö GIK. Entre 2013 et 2015, elle dispute 34 matchs et marque 4 buts, lors de ce séjour en Suède.
Elle traverse ensuite l'Atlantique Nord, et signe avec le Spirit de Washington au sein du Championnat des États-Unis féminin de soccer (NWSL). Lors de sa première saison avec le Spirit, Ordega marque trois buts et fait deux passes décisives. En 2016, elle marque deux buts sur la saison. Son but le plus mémorable est en demi-finale de la NWSL.
En juillet 2017, elle se blesse au genou ce qui limite son temps de jeu pour le reste de la saison. Malgré cette blessure, elle joue quand même dans 14 matches et inscrit 4 buts.
En décembre 2016, elle est prêtée au Sydney FC  pour le reste de la saison 2016-2017 de la W-League. Elle est la première Africaine à jouer dans le championnat d'Australie féminin de football (ou W-League),,. Elle participe à six matchs et son club finit à la 3ème place de la W-League.
Le 20 octobre 2017, elle rejoint le club espagnol de l'Atlético Madrid pour un prêt de six mois accordé par le Spirit de Washington,. Elle fait ses débuts le 1er novembre 2017 contre Barcelone.
Elle contracte ensuite pour un an au Shanghai CFM,.
En avril 2021, Francisca Ordega signe un contrat avec Levante UD. Elle y fait ses débuts le 22 mai 2021 et y reste cinq mois sur un contrat de trois ans. Elle opte en effet pour une nouvelle aventure avec le champion de Russie en titre, CSKA Moscou qui compte déjà une autre Africaine, Gabrielle Onguene,  dans son effectif. C'est son dixième club professionnel et c'est aussi un retour en Europe de l'Est où sa carrière à l'étranger a commencé avec WFC Rossiyanka en 2012. « J'aime me remettre en question à chaque fois, alors j'aime relever des défis pour me mettre à l'épreuve », déclare-t-elle à la BBC. Elle tient aussi à jouer de grandes compétitions. En janvier 2025, elle quitte le club moscovite pour le Al-Ittihad Club cette fois, un club féminin de football saoudien, basé à Djeddah. Elle y retrouve une compatriote, Ashleigh Plumptre, et y apporte son expérience internationale.

### En sélection nationale
Ordega est sélectionnée en équipe nationale de football nigériane à tous les niveaux. Avec les moins de 17 ans, elle joue la coupe du monde féminine de football des moins de 17 ans 2010 et avec les moins de 20 ans la coupe du monde féminine de football des moins de 20 ans 2012. Au niveau supérieur, elle joue dans la coupe du monde féminine de football en 2011 et 2015, et est également retenue pour le tournoi mondial 2019 en France. En 2015, elle ouvre le compteur de but du Nigeria dans ce tournoi en inscrivant le but égalisateur contre la Suède le 8 juin 2015 à Winnipeg, Manitoba, Canada. Ce match d'ouverture du Groupe D, incertain jusqu'au bout, s'est terminé à 3-3.
Elle fait également partie des équipes nigérianes lors des  coupes d'Afrique des nations féminines de football de 2010 et 2014, en remportant les deux tournois.
En 2018, elle est de nouveau membre de la Nigerian Squad qui a remporté la coupe d'Afrique des nations féminine de football 2018 au Ghana, Un tournoi où elle inscrit deux buts et est l'auteure de deux passes décisives. Elle est désignée meilleure joueuse du match lors de la finale contre l'Afrique du Sud. En 2019, comme déjà mentionné, elle joue la coupe du monde féminine de football 2019,. Elle fait partie de l'équipe des Super Falcons qui remporte le  Festival Women’s Trophy 2021 à Antalya, un tournoi d'exhibition en Turquie, en février, devenant ainsi la première équipe africaine à gagner ce tournoi sur invitation. Le 16 juin 2023, elle fait partie de la sélection nigériane de 23 joueuses pour la nouvelle Coupe du monde féminine de football 2023.

## Palmarès

### En équipe nationale
Nigeria
- Vainqueur de la Coupe d'Afrique des nations en 2010, 2016, 2018 et 2024